# 日出城
日出城（ひじじょう）は、大分県速見郡日出町にあった日本の城。江戸時代を通して、木下氏が居城した。明治初期の府藩県三治制下において日出藩の藩庁が置かれた。

## 歴史

### 大神氏の日出城
建武時代に、速見郡大神郷の位置で、大神仙介が築城した。大友氏の豊後国支配時代も、大友氏配下の大神氏が拠点とした。天正の戦で薩摩の島津軍に火を放たれて落城したとされている。
文禄2年（1593年）の大友義統の改易の後は、速見郡の郡代となった豊臣氏家臣の毛利重政が日出城の城代となっているが、この日出城は現在残る日出城とは立地が違うとされている。

### 日出藩の日出城
現在残る日出城は、1601年から1602年（慶長7年）8月に日出藩の初代藩主木下延俊が、義兄であった細川忠興の支援を受けて築城した。細川忠興が縄張りを行い、木下氏家臣の穴太理右衛門（「穴太衆」参照）が野良積みの技法で石垣を構築した。
別名「暘谷城」と呼ばれる。3代藩主の木下俊長が、中国の古書『書経』あるいは『淮南子』から引用して名づけたと伝えられている。
1874年（明治7年）の廃城令において廃城処分となり建物は競売にかけられた。本丸に開校した暘谷学舎（現在の日出小学校の前身）の建物に利用された望海櫓と鬼門櫓（後述）を除いて建物は破却や移転によって撤去された。そののち、1921年（大正10年）日出尋常小学校の校舎建替えに伴い望海櫓は取壊し、鬼門櫓は中村家へ引き取られ移築された。
その内、二の丸に所在する徳永家に移築されていた裏門櫓（鐘櫓）が2000年（平成12年）に解体保存され、2010年（平成22年）に二の丸に移築復元された
2013年（平成25年）には鬼門櫓が二の丸の町立萬里図書館（当時。現、日出町歴史資料館及び日出町帆足萬里記念館）の敷地内に移築復元された。

## 構造
城は、別府湾に突出した南端の台地に本丸、その東・西・北三方をコの字に囲むように二の丸、その東に三ノ丸を配置した梯郭式平山城で、本丸には三重天守と5基の二重櫓、平櫓1基、大手門から多聞櫓（長屋）を隔てた南部に御殿が建てられていた。

### 天守
1602年に建てられた天守は、付櫓を付属する複合式の破風のない層塔型で、初重が南北9間半、東西8間、2重目が南北6間、東西5間、3重目が南北5間、東西4間。外観3重、内部は3階であった。このように最下重が上重の逓減を逸脱して大きく造られており、小倉城天守や名古屋城大天守などと同じく、望楼型から層塔型の天守に移行する時期の特徴を持ったものであったと考えられている。

## 遺構

### 現存建築
- 北東隅櫓（鬼門櫓） - 二重櫓。4間四方（柱間）。日出町歴史資料館及び日出町帆足萬里記念館（移築時は、町立萬里図書館）敷地内に移築現存。日出町の有形文化財に指定されている。不吉とされる鬼門の方角を避けるため、角が欠けた五角形の形をしており、全国でも類を見ない構造である。現在の移築された場所は元は月見櫓（北西隅櫓）が建っていた場所付近であり、元の位置（鬼門）ではない。
- 裏門櫓（鐘櫓） - 平櫓。南北桁行3間、東西梁間2間。二の丸館敷地内に移築現存。
- 御裏門 - 櫓門。1階の門部分が龍泉寺の山門として移築され現存。

### 史跡
- 本丸 - 石垣は南側の天守台、望海櫓跡などの部分や東側の天守台から裏門櫓台跡にかけての部分など大部分が現存するが、小学校の拡張によって東側の石垣および大手、御裏門虎口石垣の石垣が撤去され現存しない[3]。日出町の史跡に指定されている。大手の土橋に蒲鉾塀と呼ばれる石塀が現存する。その他西と東の空堀、北東部の水堀は一部が小学校のプールの敷地として利用するために埋め立てられているが現存する。

二の丸、外郭の遺構は不詳。
- 木下俊長が鋳造させた釣鐘。
- 人柱祠 - 人柱伝説となった老武士の木棺の出土地に建てられた祠。1960年(昭和35年)に日出城付近での海岸遊歩道の工事中、城の裏鬼門に当たる最南端部の石垣の下から人骨が入った木棺や武具の一部が発見され、調査の結果、1601年(慶長6年)からの築城の際に立てられた人柱ではないかと推定された[6][7]。

## ギャラリー

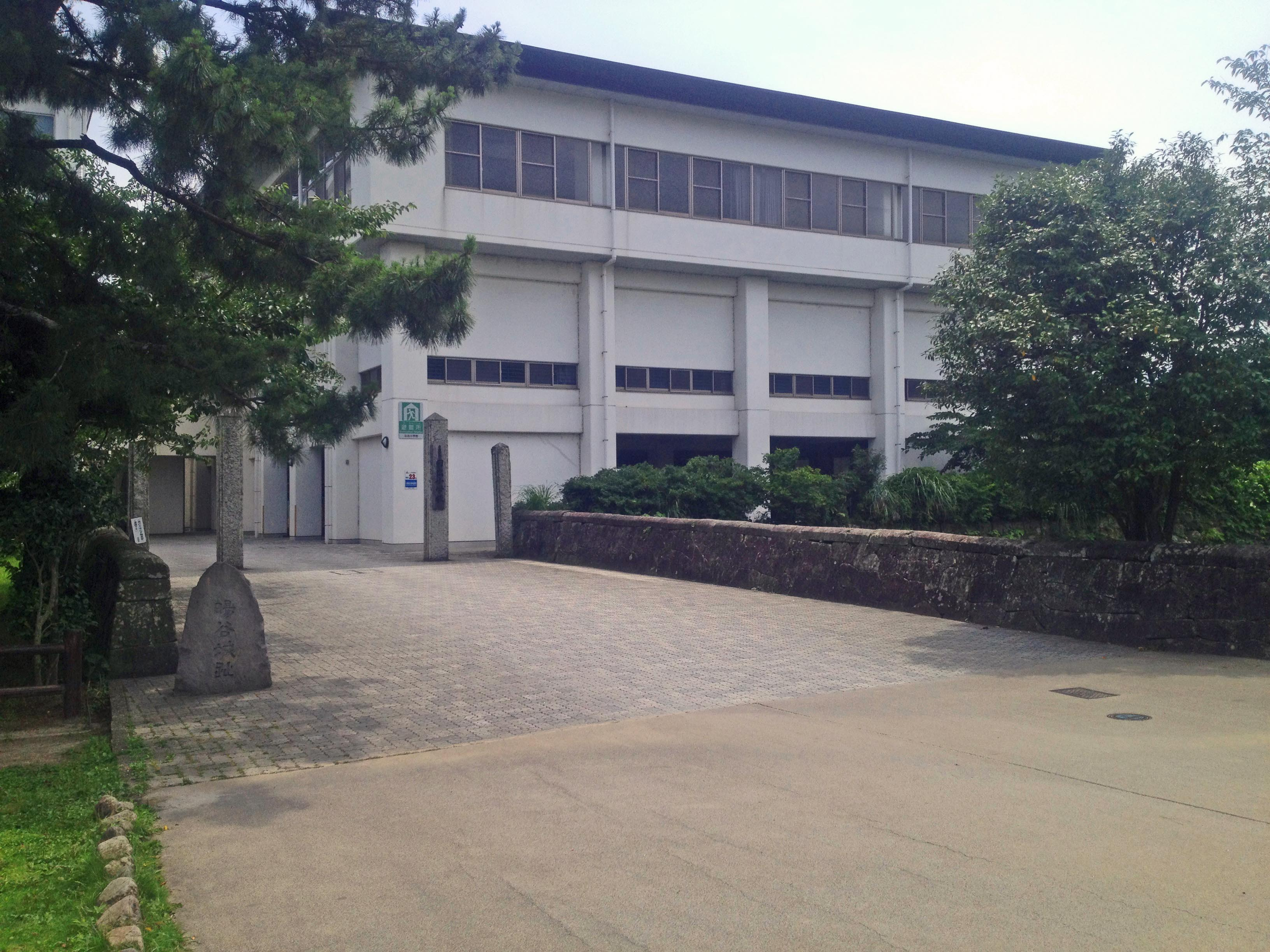
大手門跡に当る日出小学校校門 土橋が現存し、両サイドに蒲鉾塀が現存する
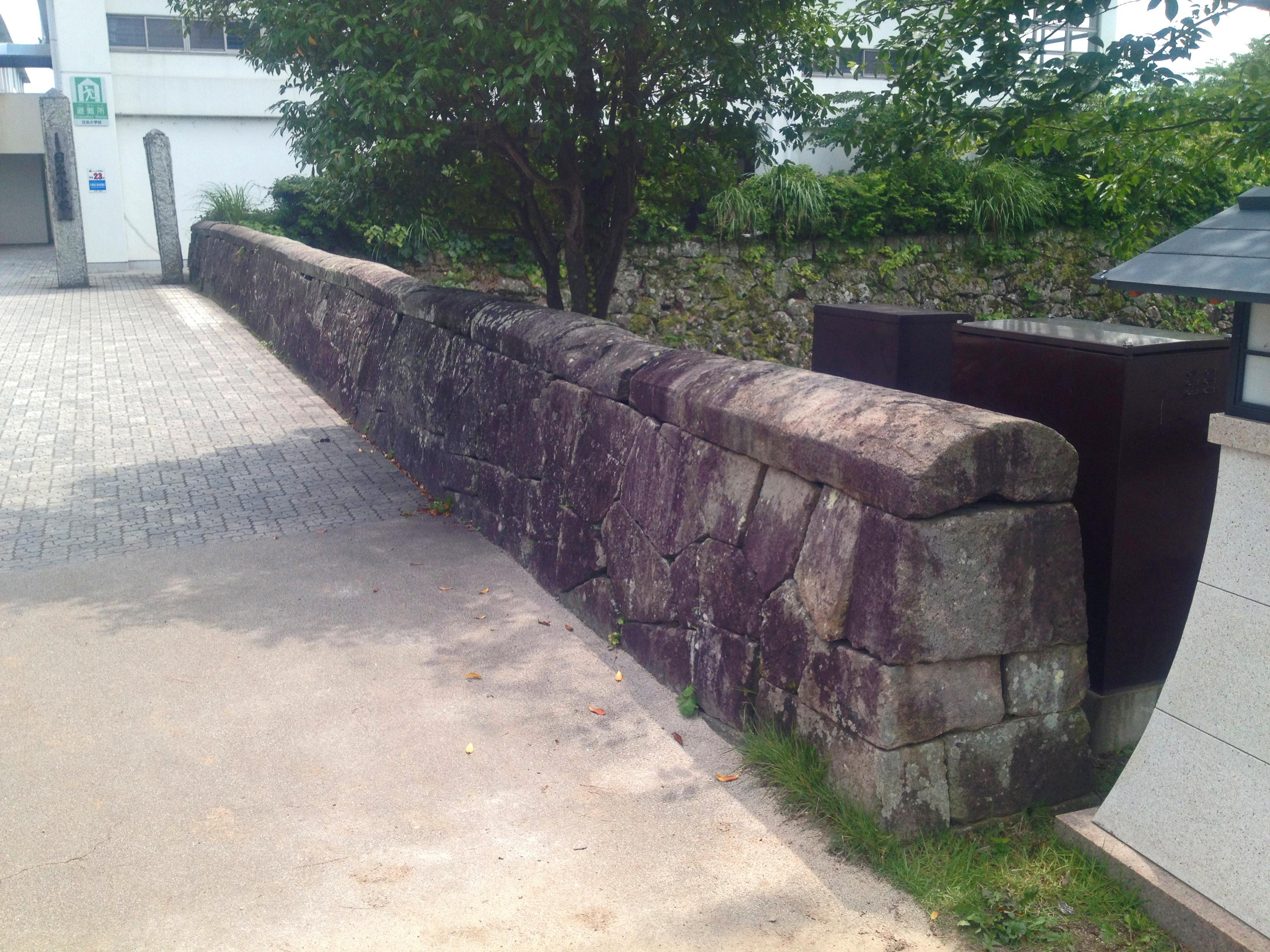
大手土橋に残る蒲鉾塀
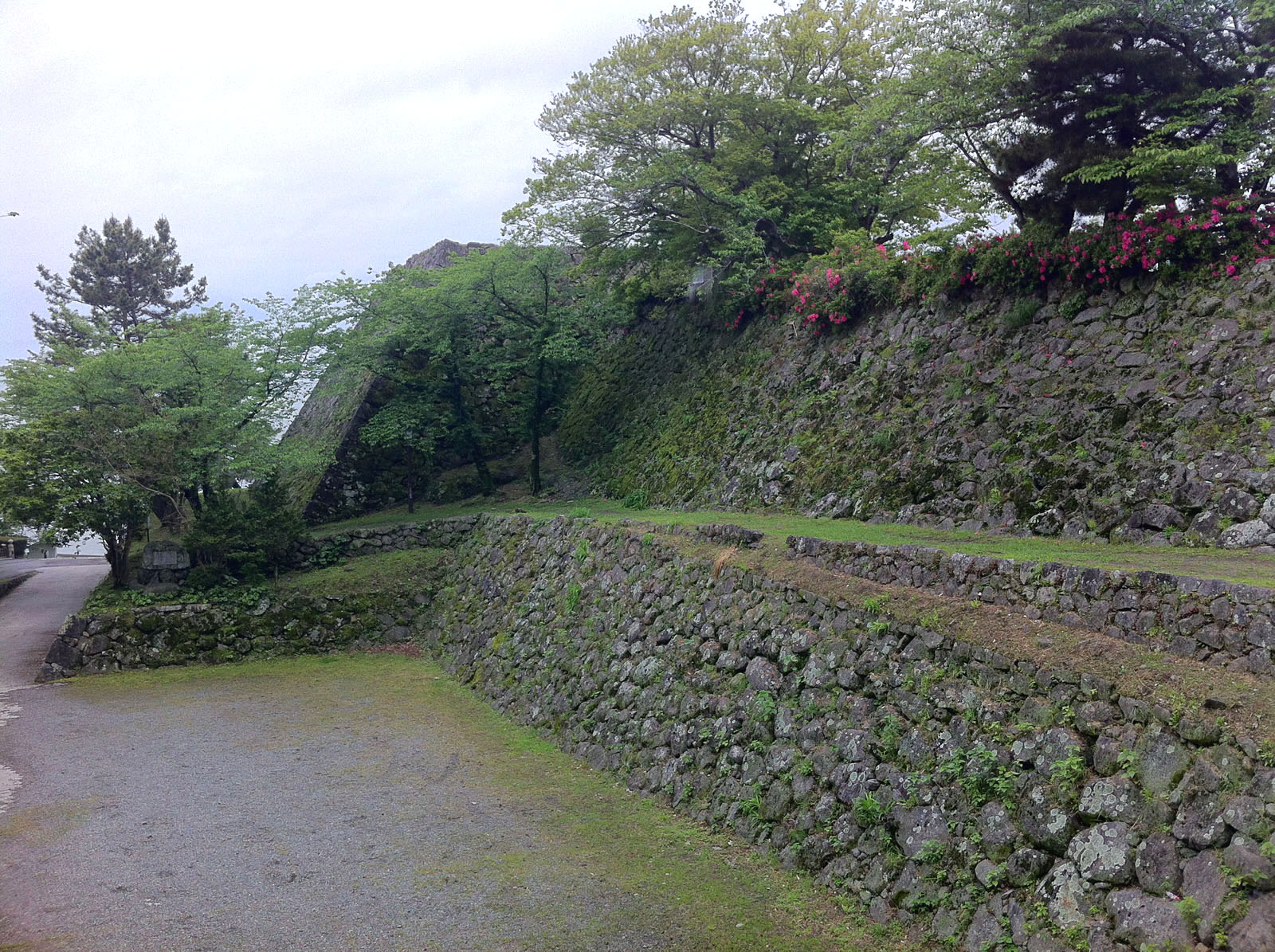
天守台（御裏門跡前から）
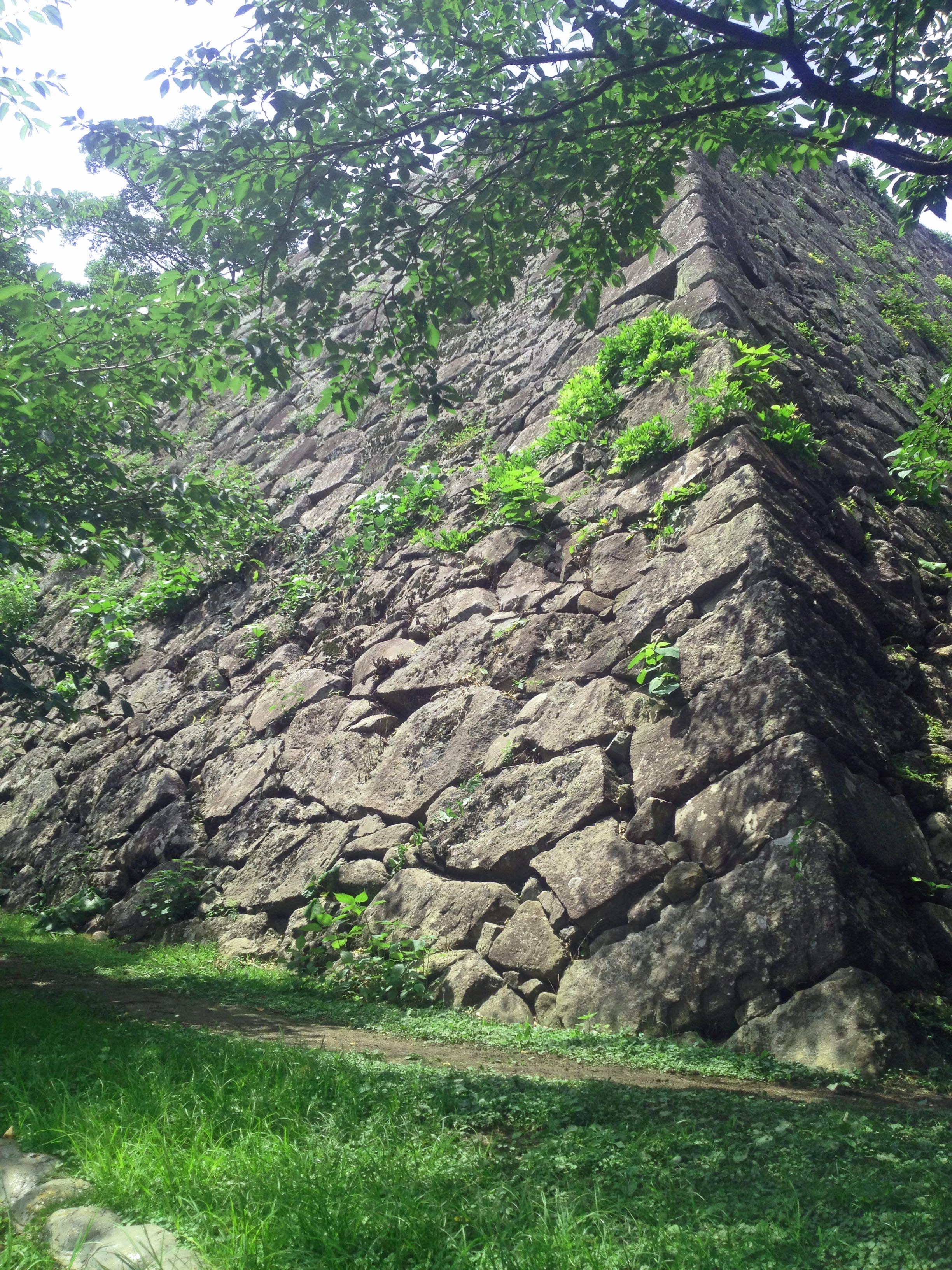
日出城天守台石垣 天守台下の帯曲輪南東隅より
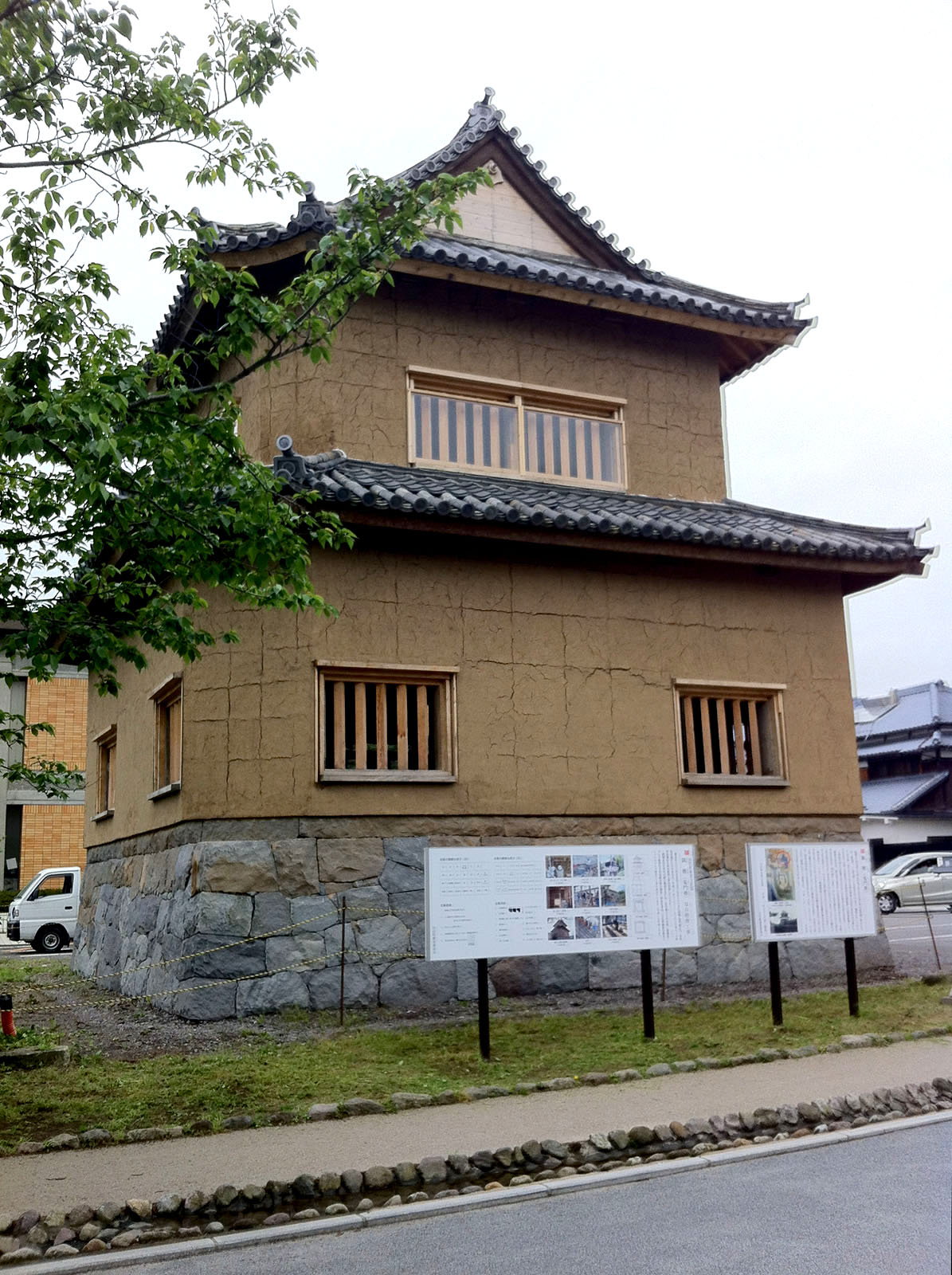
鬼門櫓（北東隅櫓。外壁仕上げ前。北東から）
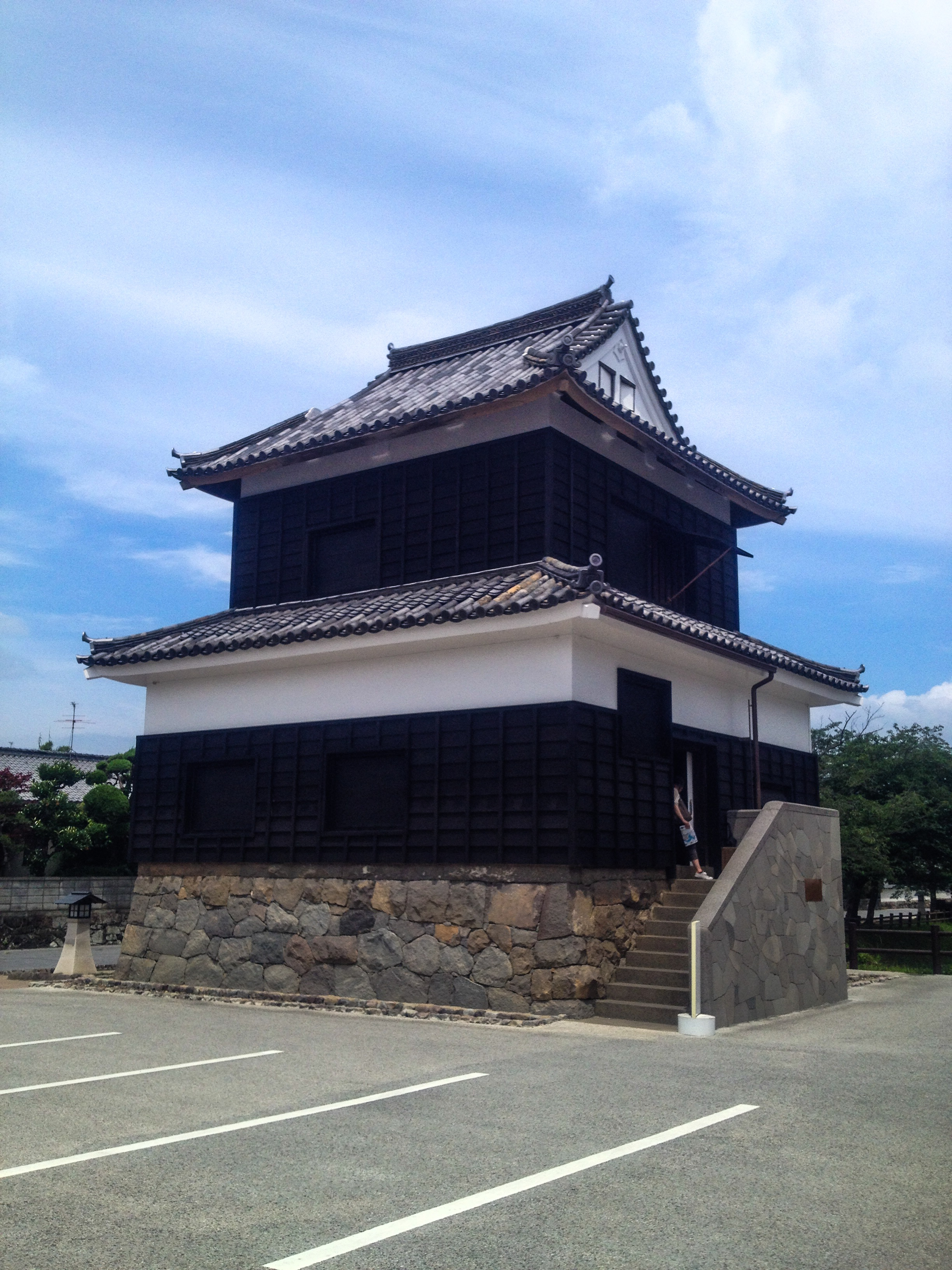
鬼門櫓（外壁施工後。南西から）
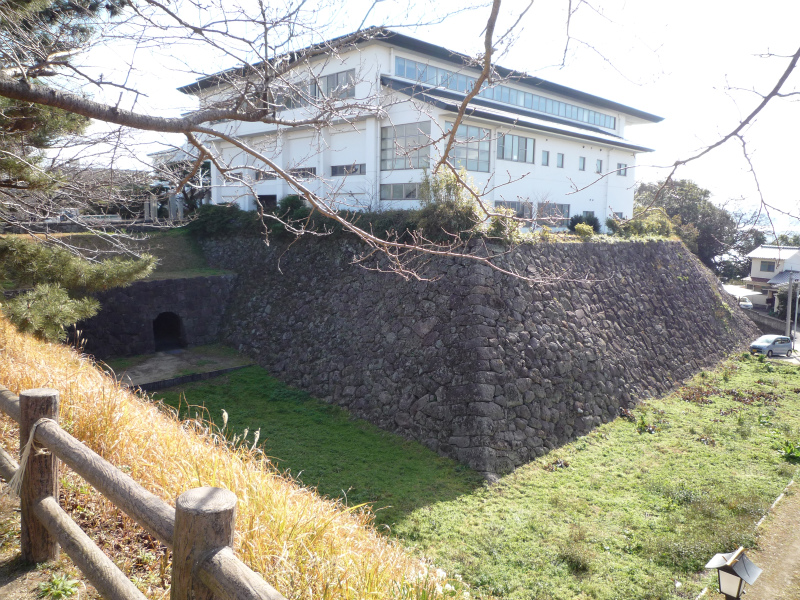
北西隅櫓跡
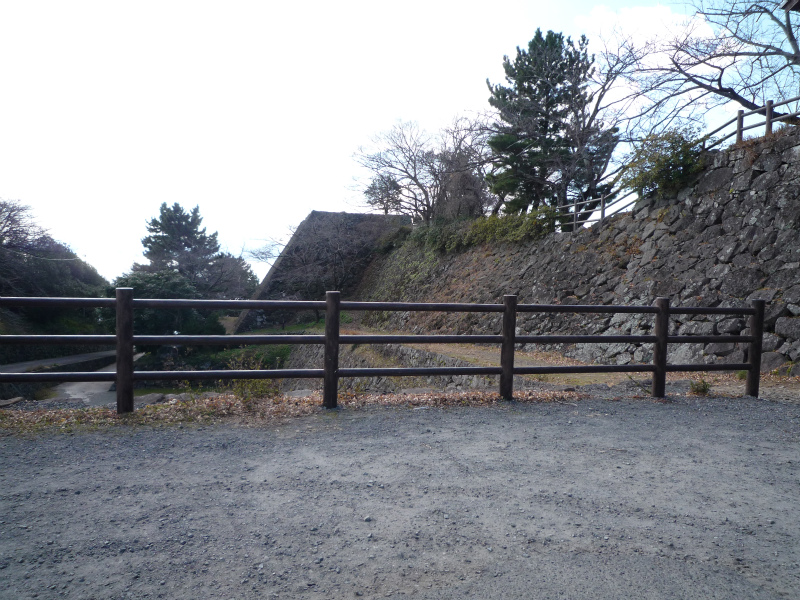
本丸東側石垣（御裏門虎口跡前から）
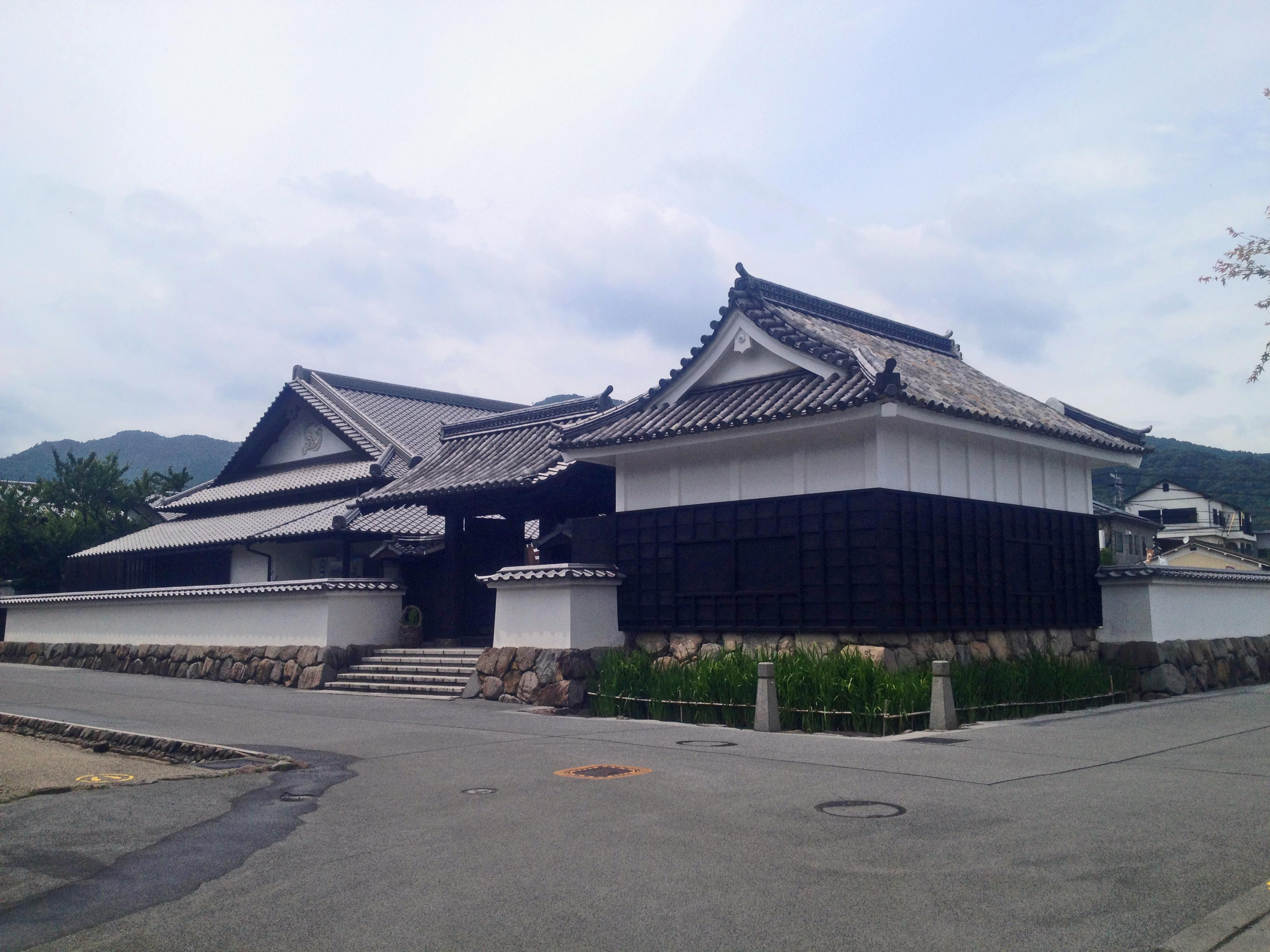
大手前にある二の丸館（南東から） 正面の平櫓は御裏門（搦手門）の脇（現在の時鐘があるところ）にあった裏門櫓（鐘櫓）を移築復元したもの